# Grand Prix Brazylii 1988

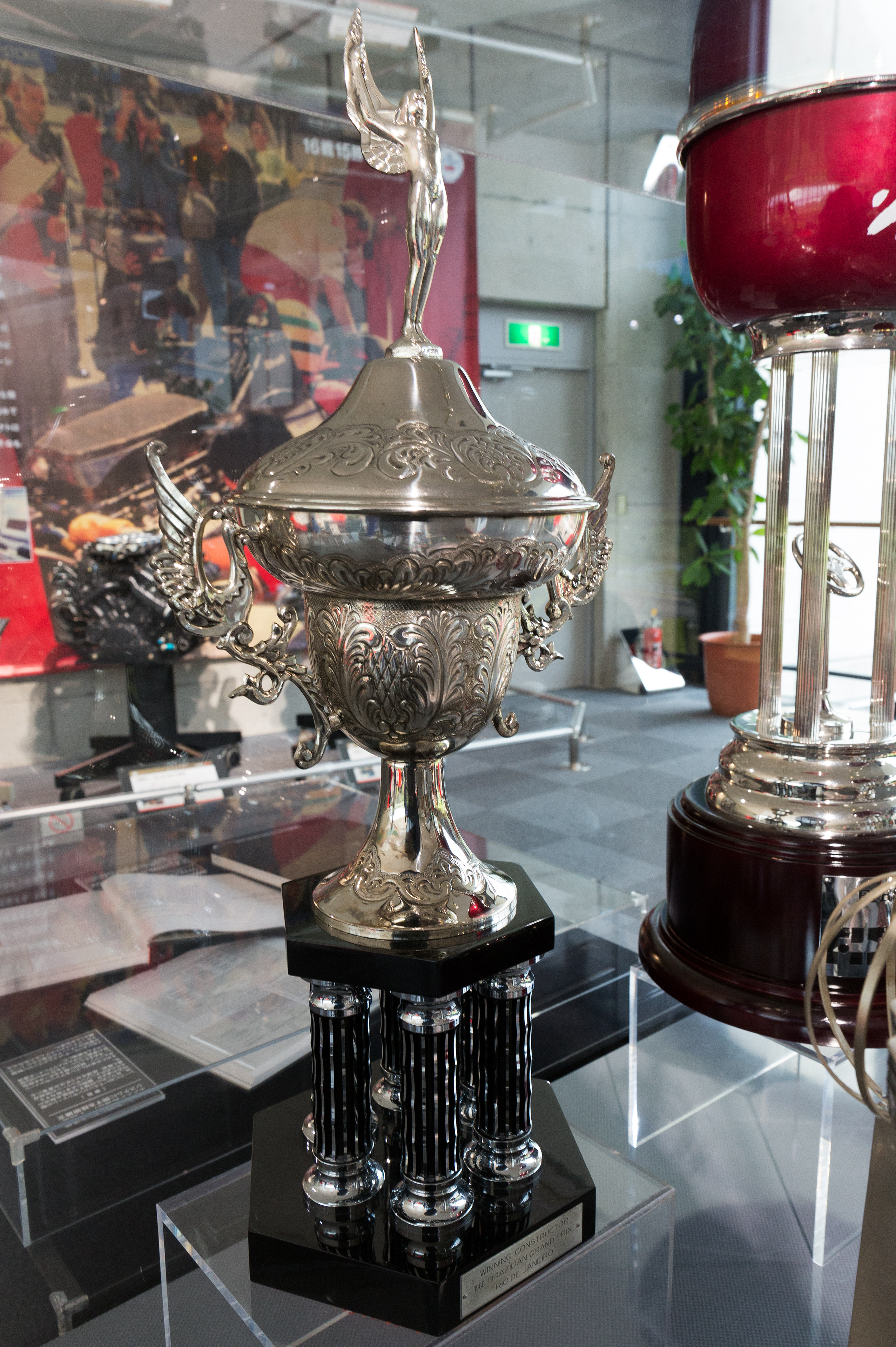
Trofeum, które otrzymał McLaren po Grand Prix Brazylii 1988

Grand Prix Brazylii 1988 (oryg. Grande Prmio do Brasil) – pierwsza runda Mistrzostw Świata Formuły 1 w sezonie 1988, która odbyła się 3 kwietnia 1988, po raz dziewiąty na torze Jacarepaguá.
17. Grand Prix Brazylii, 16. zaliczane do Mistrzostw Świata Formuły 1.

## Klasyfikacja
| Legenda oznaczeń w tabelach wyników Wyświetl szablon na nowej stronie | Legenda oznaczeń w tabelach wyników Wyświetl szablon na nowej stronie                                                                     |
| Oznaczenie                                                            | Wyjaśnienie |
| --------------------------------------------------------------------- | --- |
| Złoty                                                                 | Zwycięzca lub mistrzostwo |
| Srebrny                                                               | 2. miejsce lub wicemistrzostwo |
| Brązowy                                                               | 3. miejsce lub II wicemistrzostwo |
| Zielony                                                               | Ukończył, punktował (w klasyfikacji generalnej, gdy zdobył co najmniej jeden punkt na przestrzeni sezonu, poza trzema powyższymi opcjami) |
| Niebieski                                                             | Ukończył, nie punktował (w klasyfikacji generalnej, gdy nie zdobył co najmniej jednego punktu na przestrzeni sezonu)                      |
| Czerwony                                                              | Nie zakwalifikował się (NZ) |
| Czerwony                                                              | Nie prekwalifikował się (NPK) |
| Różowy                                                                | Nie ukończył (NU) |
| Różowy                                                                | Niesklasyfikowany (NS) (w klasyfikacji generalnej, gdy nie został sklasyfikowany w żadnym wyścigu sezonu)                                 |
| Czarny                                                                | Zdyskwalifikowany (DK) |
| Czarny                                                                | Wykluczony (WYK/EX) |
| Biały                                                                 | Nie wystartował (NW) |
| Biały                                                                 | Kontuzjowany (K/INJ) |
| Biały                                                                 | Wyścig odwołany (OD/C) |
| Bez koloru                                                            | Został wycofany (WYC/WD) |
| Bez koloru                                                            | Nie przybył (NP/DNA) |
| Bez koloru                                                            | Nie brał udziału w treningach (NT/DNP) |
| Bez koloru                                                            | Nie został zgłoszony (–) |
| Pogrubienie                                                           | Start z pole position |
| Kursywa                                                               | Najszybsze okrążenie wyścigu |
| †                                                                     | Nie ukończył, ale jego rezultat został zaliczony ze względu na przejechanie więcej niż 90% dystansu wyścigu.                              |
| *                                                                     | Sezon w trakcie |
| 1/2/3                                                                 | Punktowana pozycja w sprincie kwalifikacyjnym                                                                                             |
| Lista systemów punktacji Formuły 1                                    | |

| Pos | No | Kierowca           | Konstruktor     | Okrążeń | Czas/powód NU   | Poz. Start. | Punktów |
| --- | -- | ------------------ | --------------- | ------- | --------------- | ----------- | ------- |
| 1   | 11 | Alain Prost        | McLaren-Honda   | 60      | 1:36:06.857     | 3           | 9       |
| 2   | 28 | Gerhard Berger     | Ferrari         | 60      | +9.873          | 4           | 6       |
| 3   | 1  | Nelson Piquet      | Lotus-Honda     | 60      | +1:08.591       | 5           | 4       |
| 4   | 17 | Derek Warwick      | Arrows-Megatron | 60      | +1:13.348       | 11          | 3       |
| 5   | 27 | Michele Alboreto   | Ferrari         | 60      | +1:14.556       | 6           | 2       |
| 6   | 2  | Satoru Nakajima    | Lotus-Honda     | 59      | +1 Okrążenie    | 10          | 1       |
| 7   | 20 | Thierry Boutsen    | Benetton-Ford   | 59      | +1 Okrążenie    | 7           |         |
| 8   | 18 | Eddie Cheever      | Arrows-Megatron | 59      | +1 Okrążenie    | 15          |         |
| 9   | 26 | Stefan Johansson   | Ligier-Judd     | 57      | +3 Okrążeń      | 21          |         |
| NU  | 22 | Andrea de Cesaris  | Rial-Ford       | 53      | Silnik          | 14          |         |
| NU  | 3  | Jonathan Palmer    | Tyrrell-Ford    | 47      | Skrz. biegów    | 22          |         |
| NU  | 24 | Luis Perez-Sala    | Minardi-Ford    | 46      | Podwozie        | 20          |         |
| NU  | 30 | Philippe Alliot    | Larrousse-Ford  | 40      | Zawieszenie     | 16          |         |
| NU  | 31 | Gabriele Tarquini  | Coloni-Ford     | 35      | Zawieszenie     | 25          |         |
| NU  | 14 | Philippe Streiff   | AGS-Ford        | 35      | Hamulce         | 19          |         |
| NU  | 29 | Yannick Dalmas     | Larrousse-Ford  | 32      | Silnik          | 17          |         |
| DK  | 12 | Ayrton Senna       | McLaren-Honda   | 31      | Dyskwalifikacja | 1           |         |
| NU  | 25 | René Arnoux        | Ligier-Judd     | 23      | Sprzęgło        | 18          |         |
| NU  | 33 | Stefano Modena     | Euro Brun-Ford  | 20      | Silnik          | 24          |         |
| NU  | 5  | Nigel Mansell      | Williams-Judd   | 18      | Silnik          | 2           |         |
| NU  | 19 | Alessandro Nannini | Benetton-Ford   | 7       | Silnik          | 12          |         |
| NU  | 6  | Riccardo Patrese   | Williams-Judd   | 6       | Silnik          | 8           |         |
| NU  | 16 | Ivan Capelli       | March-Judd      | 6       | Silnik          | 9           |         |
| NU  | 23 | Adrián Campos      | Minardi-Ford    | 5       | Podwozie        | 23          |         |
| NU  | 15 | Maurício Gugelmin  | March-Judd      | 0       | Skrz. biegów    | 13          |         |
| NU  | 32 | Oscar Larrauri     | Euro Brun-Ford  | 0       | elektronika     | 26          |         |
| NZ  | 4  | Julian Bailey      | Tyrrell-Ford    |         |                 |             |         |
| NZ  | 9  | Piercarlo Ghinzani | Zakspeed        |         |                 |             |         |
| NZ  | 21 | Nicola Larini      | Osella          |         |                 |             |         |
| NZ  | 10 | Bernd Schneider    | Zakspeed        |         |                 |             |         |
| NPK | 36 | Alex Caffi         | Dallara-Ford    |         |                 |             |         |